# Campionati africani di judo 2019
I Campionati africani di judo 2019 sono stati la 28ª edizione della competizione organizzata dalla African Judo Union.
Si sono svolti a Città del Capo, in Sudafrica, dal 25 al 28 aprile 2019.

## Partecipanti
Hanno partecipato ai campionati 186 judoka in rappresentanza di 29 federazioni affiliate all'African Judo Union.
- Algeria (17)
- Angola (4)
- Benin (2)
- Botswana (7)
- Burkina Faso (3)
- Burundi (2)
- Camerun (15)
- Capo Verde (3)
- Ciad (5)
- RD del Congo (7)
- Gibuti (2)
- Egitto (14)
- Gabon (4)
- Gambia (2)
- Ghana (2)
- Guinea (2)
- Costa d'Avorio (8)
- Malawi (4)
- Mali (4)
- Mauritius (17)
- Marocco (15)
- Mozambico (7)
- Senegal (4)
- Seychelles (5)
- Sudafrica (16)
- Togo (2)
- Tunisia (10)
- Zambia (2)
- Zimbabwe (1)

## Medagliere
| Posiz. | Nazione        | Oro | Argento | Bronzo | Totale |
| ------ | -------------- | --- | ------- | ------ | ------ |
| 1      | Algeria        | 4   | 4       | 5      | 13     |
| 2      | Tunisia        | 4   | 1       | 3      | 8      |
| 3      | Egitto         | 3   | 3       | 4      | 10     |
| 4      | Sudafrica      | 1   | 1       | 1      | 3      |
| 5      | Guinea-Bissau  | 1   | 0       | 1      | 2      |
| 5      | Senegal        | 1   | 0       | 1      | 2      |
| 7      | Marocco        | 0   | 3       | 2      | 5      |
| 8      | Camerun        | 0   | 2       | 3      | 5      |
| 9      | Angola         | 0   | 0       | 1      | 1      |
| 9      | Ciad           | 0   | 0       | 1      | 1      |
| 9      | Costa d'Avorio | 0   | 0       | 1      | 1      |
| 9      | Gabon          | 0   | 0       | 1      | 1      |
| 9      | Gambia         | 0   | 0       | 1      | 1      |
| 9      | Mauritius      | 0   | 0       | 1      | 1      |
| 9      | Seychelles     | 0   | 0       | 1      | 1      |
| 9      | Gibuti         | 0   | 0       | 1      | 1      |
| Totale | Totale         | 14  | 14      | 28     | 56     |

## Podi

### Uomini
| Evento  | Oro                        | Argento                        | Bronzo                                               |
| −60 kg  | Fraj Dhuibi (TUN)          | Bernadin Tsala Tsala (CMR)     | Younes Saddiki (MAR) Salim Rabahi (ALG)              |
| −66 kg  | Mohamed Abdelmawgoud (EGY) | Imad Bassou (MAR)              | Diogo César (GBS) Ahmed Abdelrahman (EGY)            |
| −73 kg  | Fethi Nourine (ALG)        | Mohamed Mohyeldin (EGY)        | Aden-Alexandre Houssein (DJI) Faye Njie (GAM)        |
| −81 kg  | Mohamed Abdelaal (EGY)     | Abdelaziz Ben Ammar (TUN)      | Abdelrahman Mohamed (EGY) Achraf Moutii (MAR)        |
| −90 kg  | Hatem Abd el Akher (EGY)   | Abderrahmane Benamadi (ALG)    | Abderahmane Diao (SEN) Oussama Mahmoud Snoussi (TUN) |
| −100 kg | Lyès Bouyacoub (ALG)       | Ramadan Darwish (EGY)          | Dominic Dugasse (SEY) Seidou Nji Mouluh (CMR)        |
| +100 kg | Mbagnick Ndiaye (SEN)      | Mohamed Sofiane Belrekaa (ALG) | Mustapha Abdallaoui (MAR) Mohamed-Amine Tayeb (ALG)  |

### Donne
| Evento | Oro                       | Argento                                | Bronzo                                              |
| −48 kg | Geronay Whitebooi (RSA)   | Hadjer Mecerem (ALG)                   | Oumaima Bedioui (TUN) Priscilla Morand (MRI)        |
| −52 kg | Taciana Cesar (GBS)       | Soumiya Iraoui (MAR)                   | Salimata Fofana (CIV) Meriem Moussa (ALG)           |
| −57 kg | Ghofran Khelifi (TUN)     | Lamiaa Alzenan (EGY)                   | Diassonema Mucungui (ANG) Yamina Halata (ALG)       |
| −63 kg | Amina Belkadi (ALG)       | Sofia Belattar (MAR)                   | Jasmine Martin (RSA) Hélène Wezeu Dombeu (CMR)      |
| −70 kg | Nihel Landolsi (TUN)      | Souad Bellakehal (ALG)                 | Ayuk Otay Arrey Sophina (CMR) Demos Memneloum (CHA) |
| −78 kg | Kaouthar Ouallal (ALG)    | Unelle Snyman (RSA)                    | Sarah Myriam Mazouz (GAB) Sarra Mzougui (TUN)       |
| +78 kg | Nihel Cheikh Rouhou (TUN) | Hortence Vanessa Mballa Atangana (CMR) | Sonia Asselah (ALG) Kariman Shafik (EGY)            |